# Trachysphyrus imperialis
Trachysphyrus imperialis là một loài tò vò trong họ Ichneumonidae.